# Nemoria radiolinea
Nemoria radiolinea là một loài bướm đêm trong họ Geometridae.